# Brumm
Brumm è un'azienda italiana operante nel settore del modellismo automobilistico in scala 1:43.

## Storia
La Brumm fu fondata a Cernobbio nel 1972 per iniziativa di Reno Tattarletti - già cofondatore della RIO nel 1962 - insieme ai soci Virginio Bianchi ed Emilio Molteni. Inizialmente produceva modellini di carrozze d'epoca (in dialetto milanese la carrozza è chiamata "brumm").
Nel 1974 l'azienda si trasferì a Oltrona di San Mamette. Nel 1975 iniziò la riproduzione in miniatura di carri a vapore. Nel 1977 cominciò la produzione di automodelli, non possibile in precedenza a causa di un vincolo commerciale con la Rio. A Reno Tattarletti subentrò negli anni novanta il figlio Rio.
I modellini della Brumm, realizzati in scala 1:43, spaziano dalle auto d'epoca a modelli più recenti, anche da corsa, e sono costruiti integralmente nello stabilimento di Oltrona di San Mamette.

## Modelli

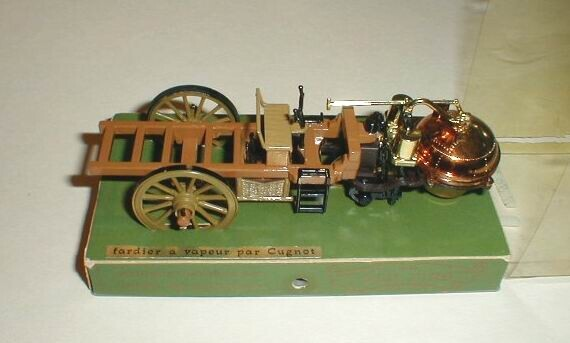
X01: Antico carro a vapore di Cugnot (1769). Conservato anche al "Musèe des Arts et Métiers" di Parigi
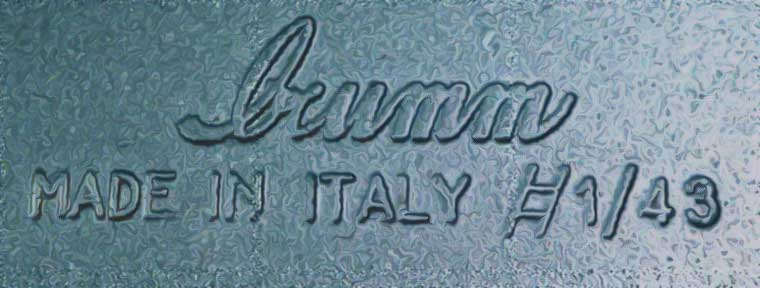
Marchio fotografato sul fondino di un modello
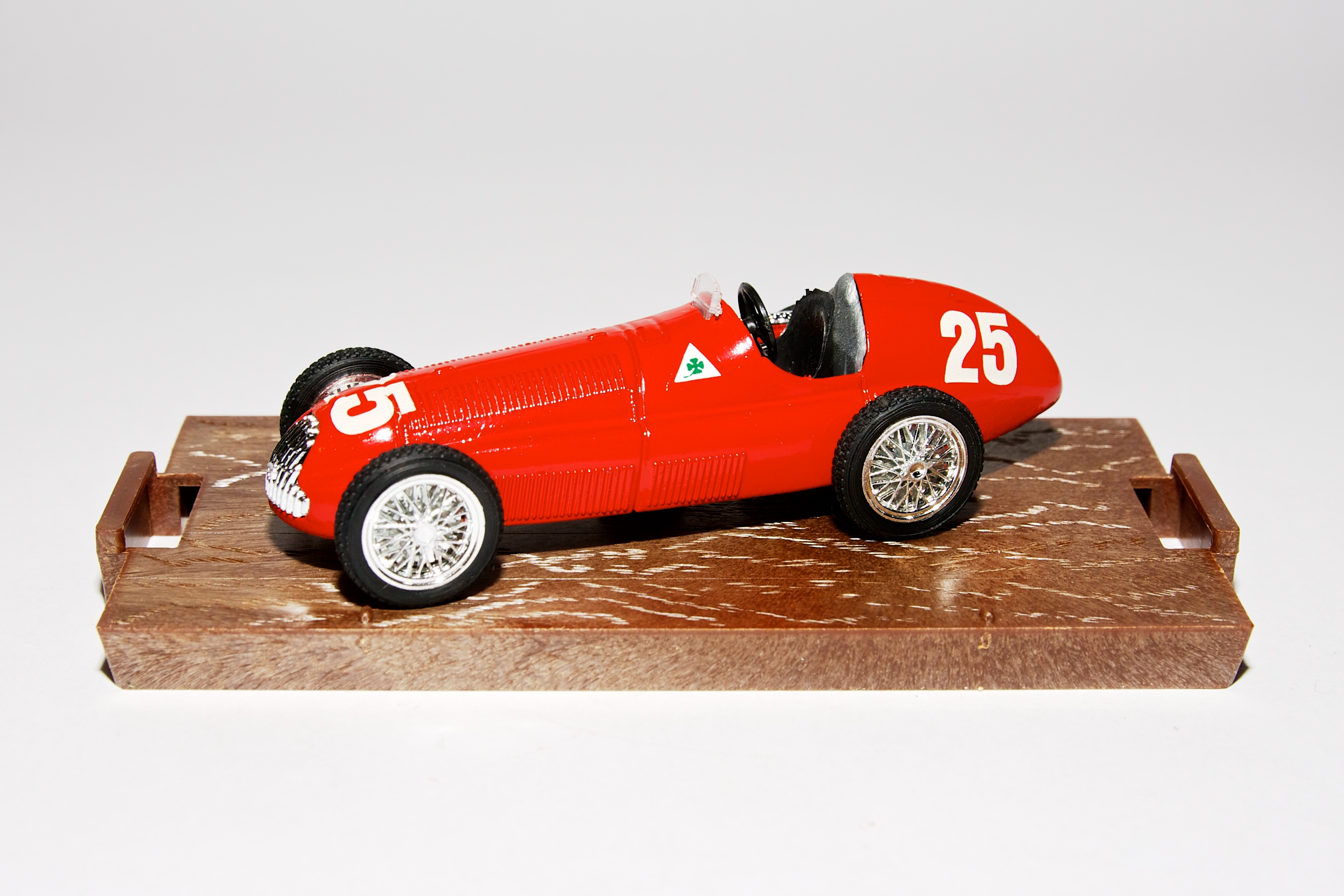
R36: Alfa Romeo gp 158 1950, Brumm ORO
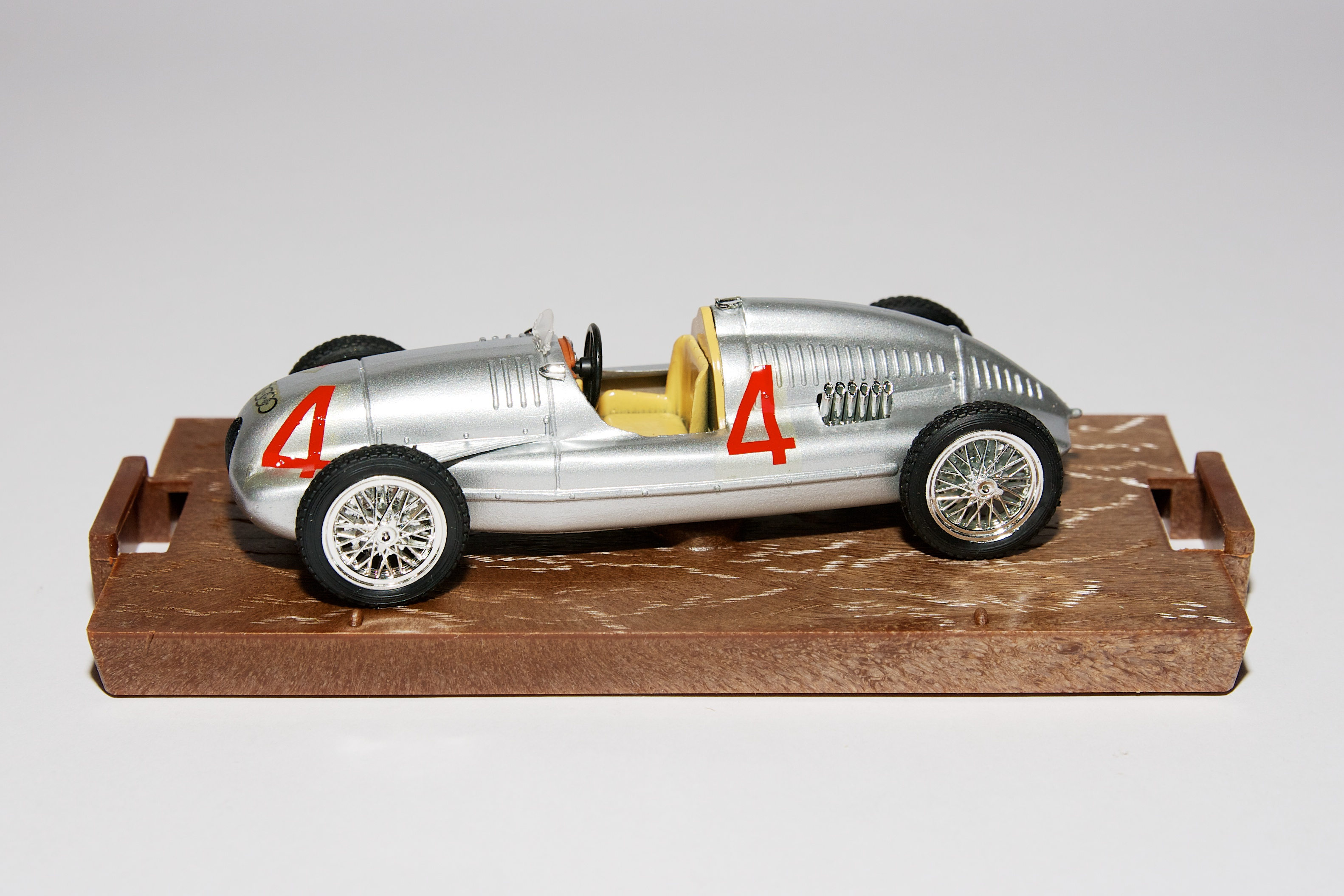
R109: Auto Union tipo D 1938.
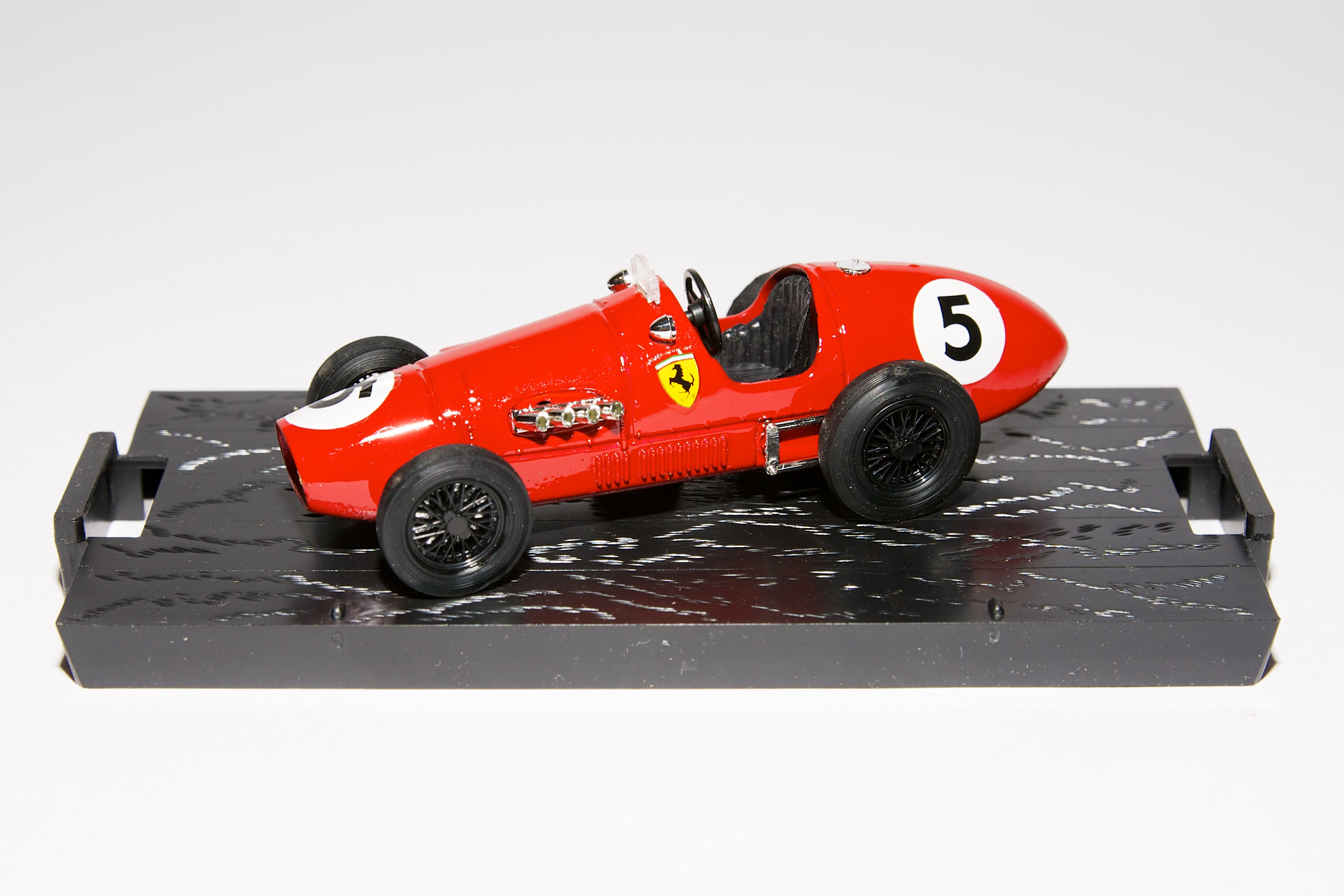
R44: Ferrari 500 F.2 1952
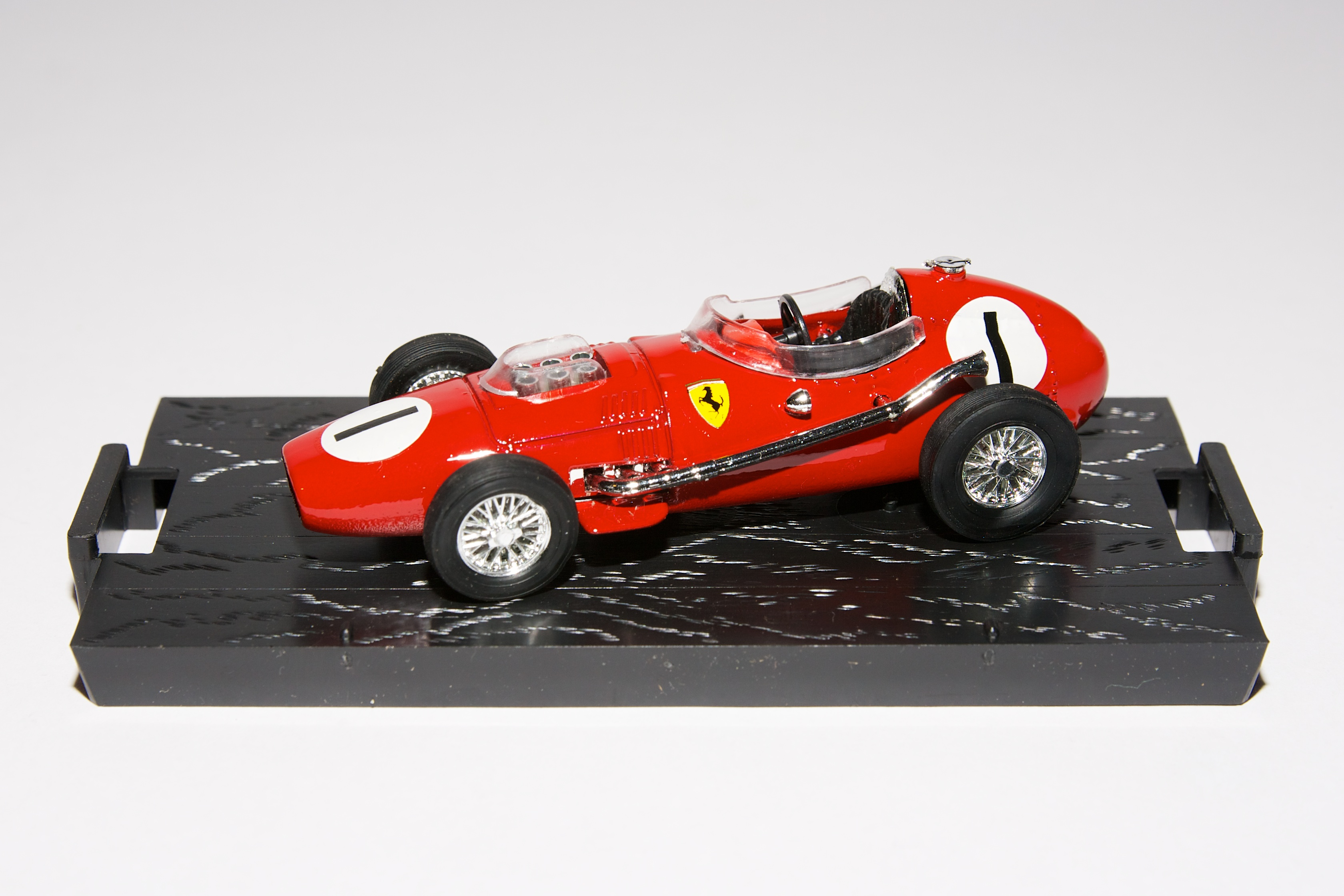
R69: Ferrari D246 1958
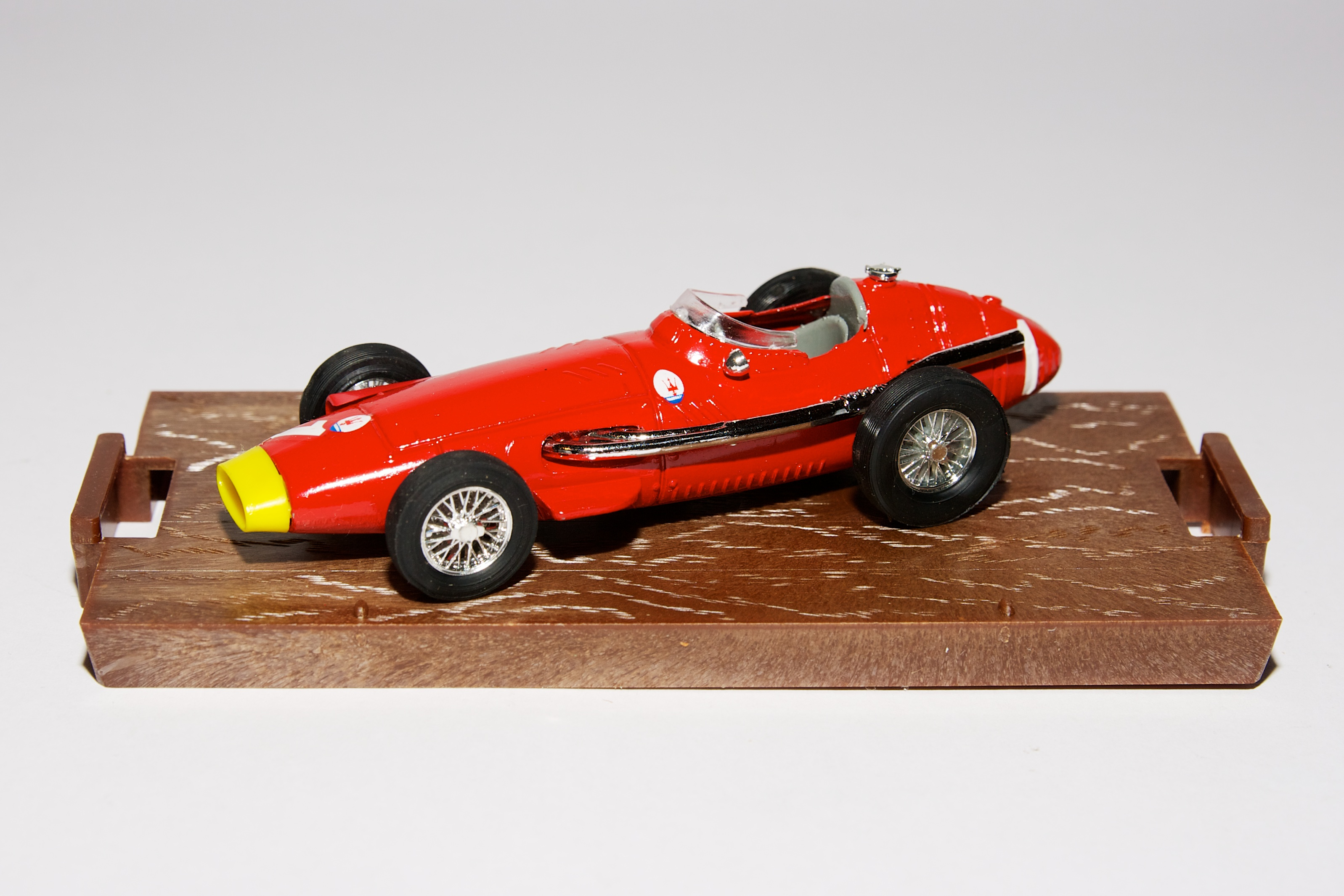
R92: Maserati 250F 1957
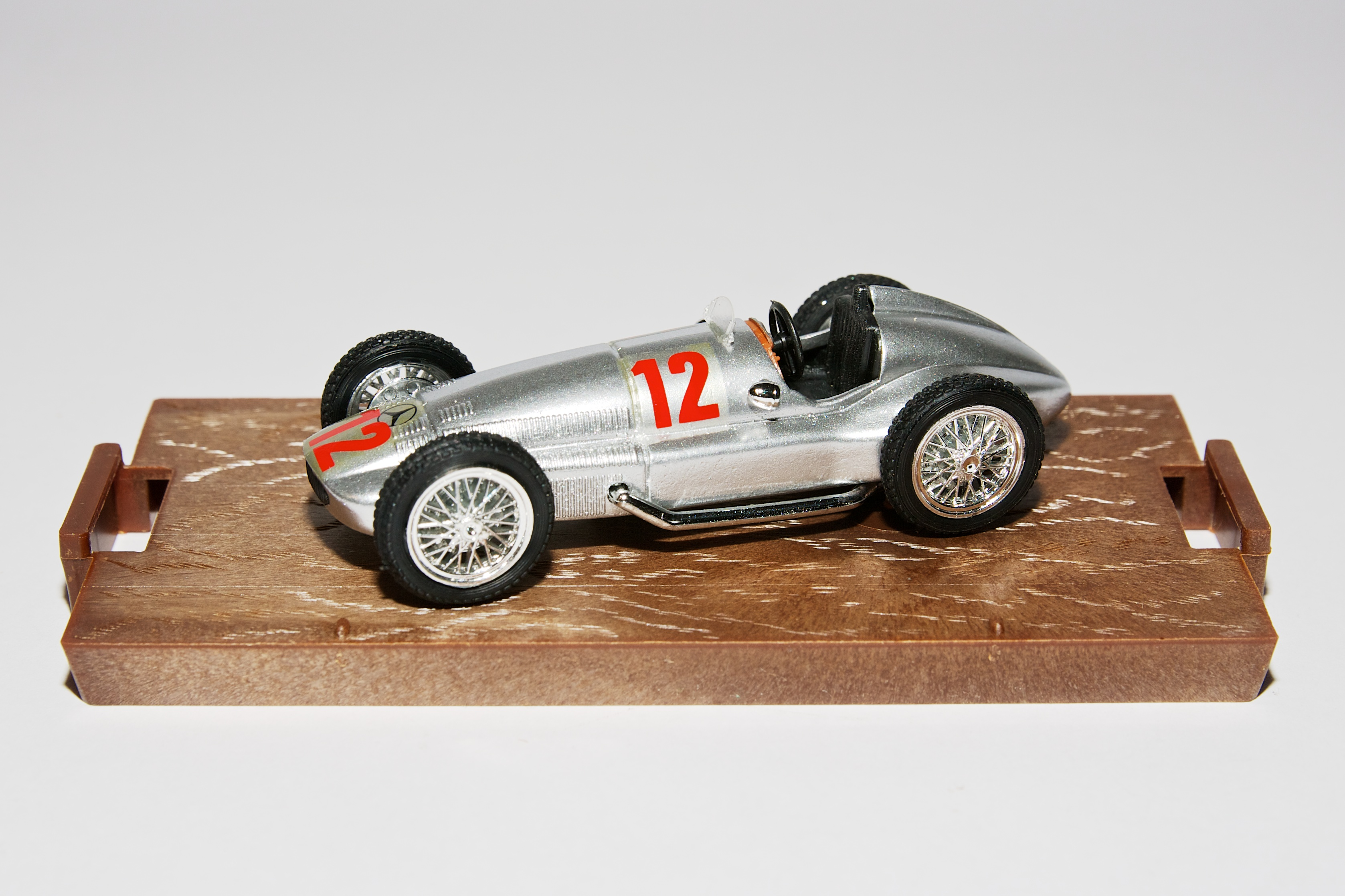
R37: Mercedes Benz Grand Prix 1939
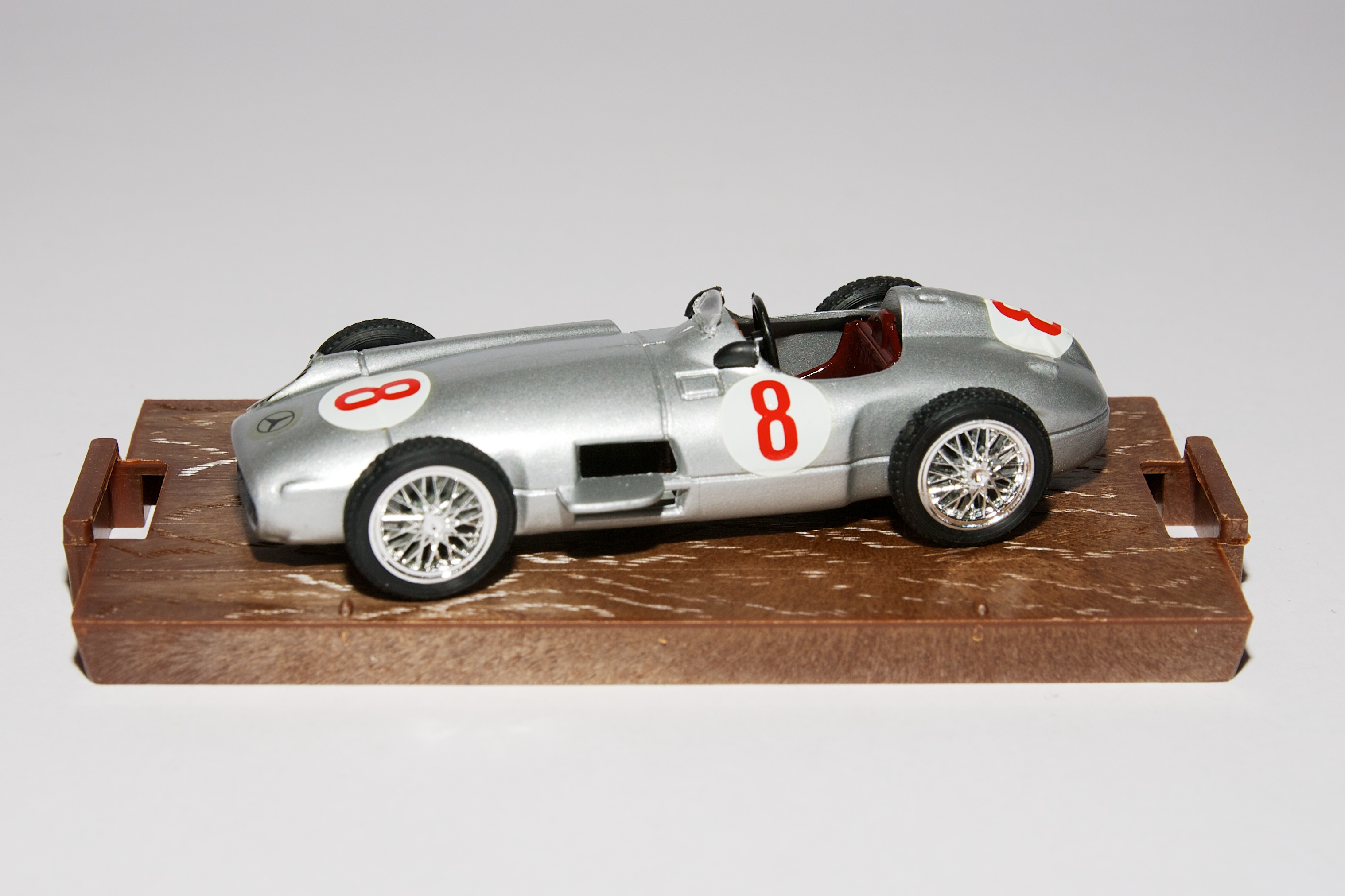
R72: Mercedes W196 1954
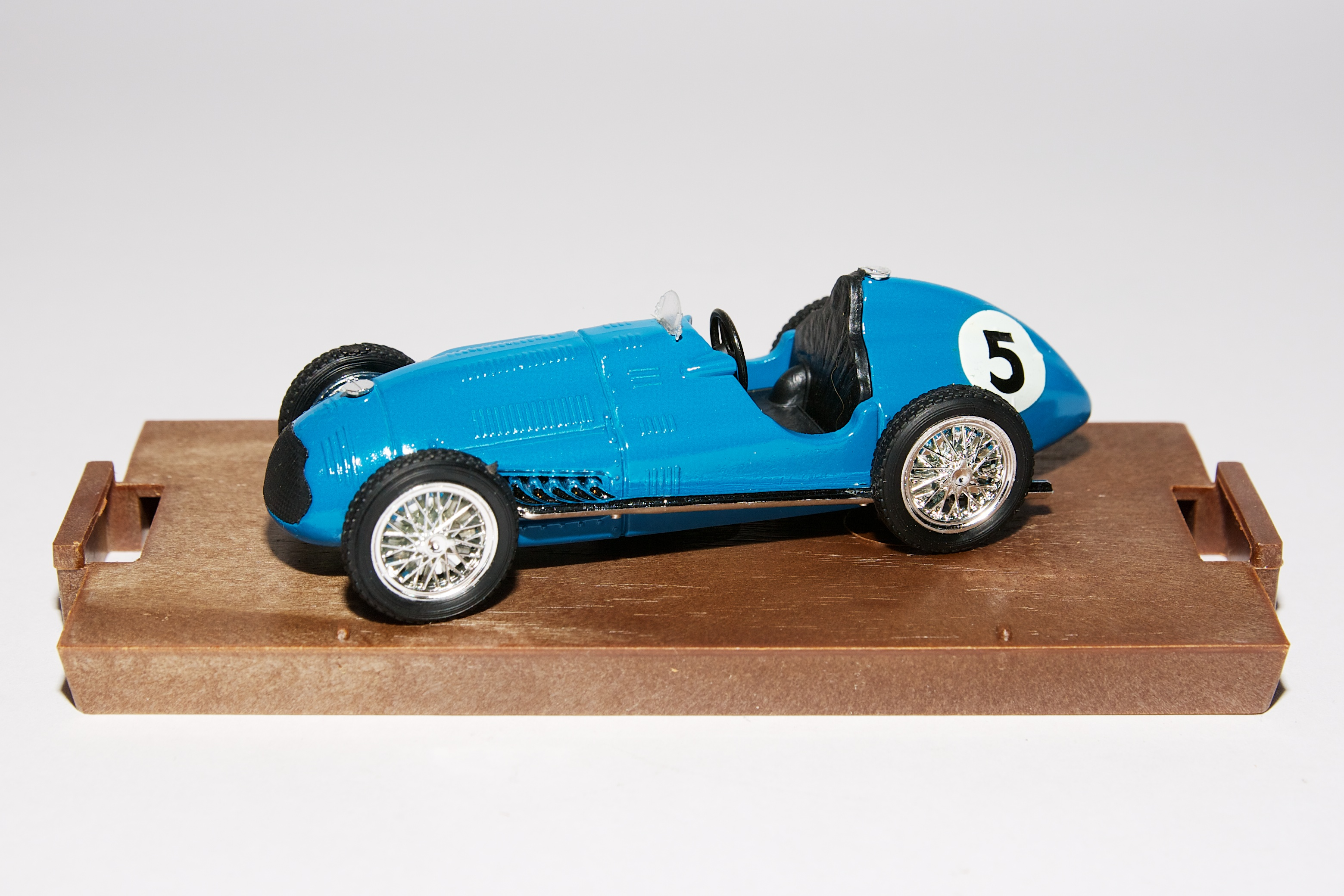
R74: Talbot Lago 1950 HP275
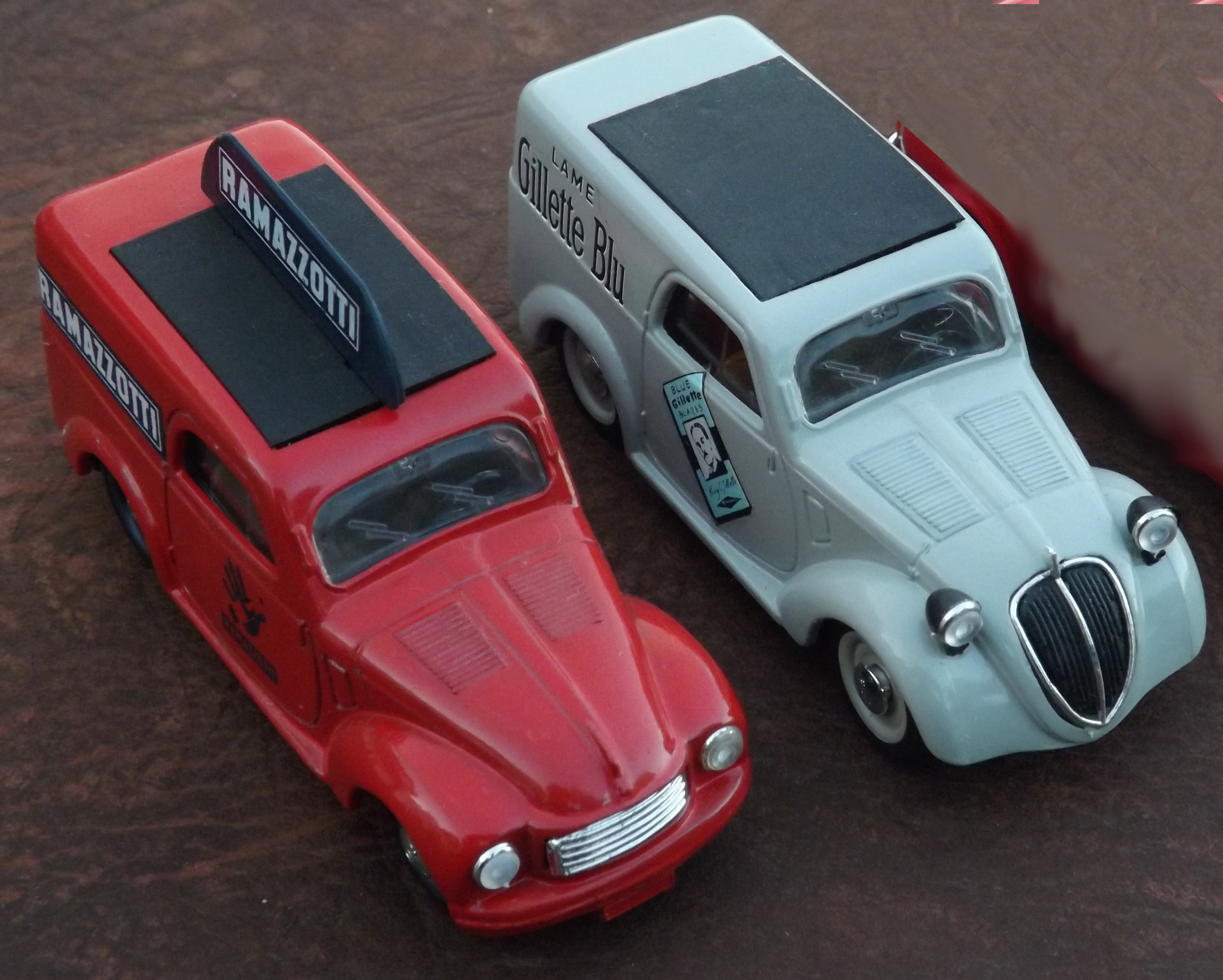
Fiat 500 B Topolino 1946 e Fiat 500 C 1949
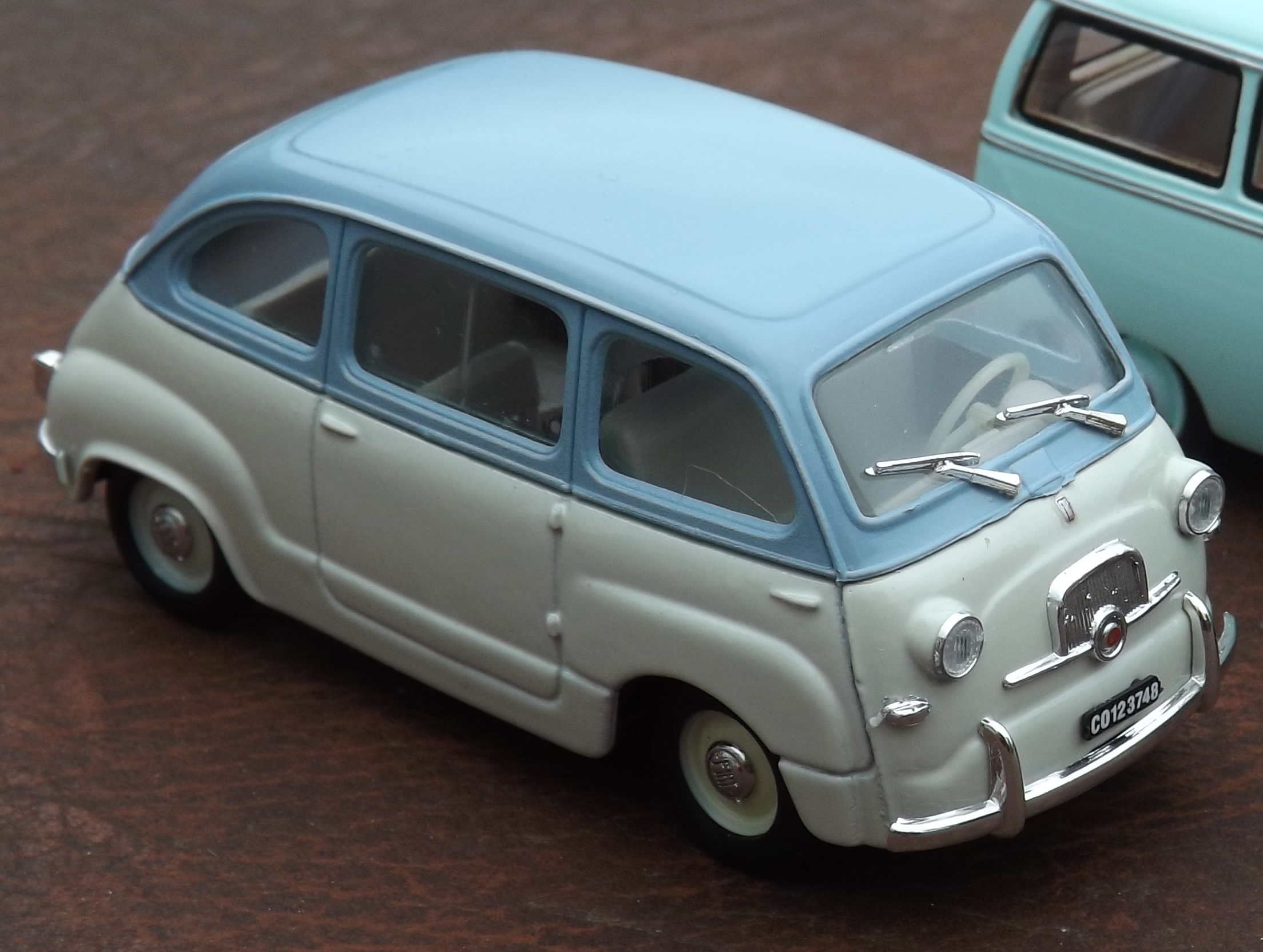
Fiat 600 Multipla 1956-69.